# Melodifestivalen
Melodifestivalen (/mɛlʊˈdiːfɛstɪˌvɑːlɛn/, lit. ‘el festival de la melodia’) és un festival de la cançó organitzat a Suècia per les empreses de comunicació Sveriges Television (SVT) i Sveriges Radio (SR). Aquest concurs determina la cançó representant de Suècia al Festival de la Cançó d'Eurovisió i se celebra cada any des del 1959, exceptuant els anys 1964, 1970 i 1976. Des de l'any 2000 és el programa de televisió més popular a Suècia i es retransmet també per ràdio i Internet. El 2007, la retransmissió de les semifinals va aconseguir una audiència de més de 3,1 milions de persones, i la final va tenir una audiència de més de 4 milions d'espectadors.
Des del seu inici, el guanyador del Melodifestivalen ha estat escollit per equips de jutges. A partir del 1999, els jurats es van combinar amb el vot del públic, i a la primera dècada del segle XXI ambdós tenen la mateixa influència en el resultat final. El concurs produeix una influència considerable sobre les llistes de popularitat a Suècia. Dels quaranta-set guanyadors del Melodifestivalen, quatre d'ells van aconseguir guanyar el Festival d'Eurovisió representant Suècia.
Des del 2002 es van incorporar les semifinals, un element que va augmentar el nombre de concursants, que va passar del voltant de dotze fins a vint-i-dos. Aquell mateix any també va començar la versió infantil del concurs, Lilla Melodifestivalen. Al concurs, es presenten cançons orquestrades de gènere pop, conegudes com a música schlager; per la qual cosa la premsa sueca es refereix al festival amb el nom de Schlagerfestivalen ("El festival schlager"). No obstant això, han fet la seva aparició des de l'expansió de l'esdeveniment altres gèneres musicals com el rap, el reggae i el glam rock. La celebració de la gran final a Estocolm ha augmentat el turisme a la ciutat.